# Sleater-Kinney
Sleater-Kinney (/ ˌsleɪtərˈkɪniː / SLAY-tər-KIN-ee) es una banda de rock femenina estadounidense que se formó en Olympia, Washington, en 1994. La formación actual de la banda incluye a Corin Tucker (voz y guitarra) y Carrie Brownstein (guitarra y voz), tras la salida de Janet Weiss (batería, armónica y voz) en 2019. Sleater-Kinney se originó como parte del movimiento riot grrrl y se ha convertido en una parte clave de la escena del indie rock estadounidense. La banda también es conocida por sus posicionamientos feministas y de tendencia izquierdista.
La banda lanzó siete álbumes de estudio entre 1994 y 2005: Sleater-Kinney (1995), Call the Doctor (1996), Dig Me Out (1997), The Hot Rock (1999), All Hands on the Bad One (2000), One Beat (2002) y The Woods (2005). Hicieron una pausa en 2006 y se dedicaron a proyectos en solitario. Se reunieron en 2014 y lanzaron No Cities to Love el 20 de enero de 2015 y Live in Paris en enero de 2017. Su segundo álbum de estudio después de su reunión, The Center Won't Hold, fue producido por St. Vincent y lanzado en agosto de 2019. El décimo álbum de estudio de la banda y su primer álbum de producción propia, Path of Wellness, se lanzó en junio de 2021.
Los críticos Greil Marcus y Robert Christgau han elogiado a Sleater-Kinney como uno de los grupos de rock más importantes de principios de la década de los 2000. Marcus nombró a Sleater-Kinney como la mejor banda de rock de Estados Unidos en 2001. Escribiendo para Stereogum, Tom Breihan los llamó "la mejor banda de rock de las últimas dos décadas" en 2015.

## Historia

### Formación, primeros años y álbumes posteriores (1994–2006)
Sleater-Kinney se formó a principios de 1994 en Olympia, Washington, por Corin Tucker y Carrie Brownstein. El nombre del grupo deriva de Sleater Kinney Road, en Lacey, Washington, donde las señales para la salida 108 de la Interestatal 5 lo anuncian. Uno de los primeros espacios de práctica de la banda estaba cerca del Sleater Kinney Road. Tucker estuvo anteriormente en la influyente banda de riot grrrl Heavens to Betsy, mientras que Brownstein estuvo anteriormente en la banda Excuse 17. A menudo tocaban juntas en conciertos y formaron Sleater-Kinney como un proyecto paralelo de sus respectivas bandas. Cuando Heavens to Betsy y Excuse 17 se disolvieron, Sleater-Kinney se convirtió en su banda principal. Janet Weiss de Quasi fue la baterista más duradera de la banda, aunque Sleater-Kinney ha tenido otras bateristas, entre ellas Lora MacFarlane, Misty Farrell y Toni Gogin.
Tras la graduación de Tucker de The Evergreen State College (donde Brownstein siguió siendo estudiante durante tres años más), ella y su entonces novia Brownstein, viajaron a Australia a principios de 1994. Su último día allí, se quedaron despiertas toda la noche grabando lo que se convertiría en su álbum debut homónimo. Fue lanzado la primavera siguiente. Siguieron los álbumes Call the Doctor (1996) y Dig Me Out (1997), que las convirtieron en favoritas de la crítica. Producido por John Goodmanson y grabado en John and Stu's Place en Seattle, el disco fue influenciado tanto por el rock and roll clásico como por los predecesores punk habituales de la banda. Desde Dig Me Out en adelante, la baterista de la banda fue Janet Weiss.
Sus siguientes álbumes (The Hot Rock, All Hands on the Bad One) empujaron a la banda hacia una mayor audiencia, culminando con One Beat en 2002. El grupo abrió para Pearl Jam en muchos espectáculos norteamericanos a partir de 2003, y la banda citó la experiencia de tocar en grandes escenarios como parte de la inspiración y motivación para la música que se encuentra en su séptimo álbum, The Woods. The Woods fue lanzado en 2005 y fue una ruptura del sonido de sus álbumes anteriores, presentando un sonido más denso y distorsionado que se inspiró en el rock clásico. En 2006 ayudaron a comisariar una edición del festival británico All Tomorrow's Parties.
El 27 de junio de 2006, la banda anunció una pausa indefinida, declarando que "no había planes para futuras giras o grabaciones". El último espectáculo público mayor de Sleater-Kinney en este momento fue en el festival Lollapalooza de 2006. La última aparición de la banda antes de la pausa fue en el Crystal Ballroom en Portland, Oregón, el 12 de agosto de 2006. No se dio explicación para la pausa.

### Pausa (2007–2013)
Tras la disolución de Sleater-Kinney en 2006, Weiss se unió a la compañera de Quasi Joanna Bolme en Stephen Malkmus and the Jicks. Participó en dos álbumes, Real Emotional Trash en 2008 y Mirror Traffic en 2011. En abril de 2010, Tucker anunció que estaba grabando un álbum en solitario para Kill Rock Stars que se lanzará en octubre de 2010. Tucker lanzó en su álbum en solitario con Sara Lund de Unwound y Seth Lorinczi de Golden Bears / Circus Lupus. Según Tucker, el álbum es un "disco de mamá de mediana edad". El álbum, titulado 1,000 Years, fue lanzado el 5 de octubre de 2010, con una recepción positiva por parte de la crítica. Tucker realizó una gira por ambas costas de Estados Unidos para apoyar el álbum. El segundo álbum de la banda, titulado Kill My Blues, fue lanzado el 18 de septiembre de 2012 y fue también apoyado por una gira por Estados Unidos.
En septiembre de 2010, Brownstein reveló que su último proyecto era la banda Wild Flag, con Janet Weiss, Mary Timony, antes de Helium, y Rebecca Cole, antes de The Minders. Su álbum debut homónimo fue lanzado el 13 de septiembre de 2011, en Merge Records. Para 2014, la banda estaba inactiva. En una entrevista, Brownstein declaró: "Tuvimos una carrera divertida... pero toda la logística comenzó a parecernos que no valía la pena". El proyecto de televisión Portlandia de Brownstein se estrenó en IFC en enero de 2011 y se emitió una nueva temporada cada año hasta el final de la serie en marzo de 2018.

### Regreso y partida de Weiss (2014-presente)
En octubre de 2014, se reveló que la banda había grabado un nuevo álbum, No Cities to Love, lanzado el 20 de enero de 2015. Las miembros de Sleater-Kinney también anunciaron una gira de 2015 que cubrió Norteamérica y Europa. En 2014, la banda lanzó la caja de vinilo de sus lanzamientos anteriores como Start Together. Fue reseñada por BUST Magazine, donde la escritora Claire McKinzie declaró: "Con sus letras feministas y de izquierda, la relevancia de Sleater-Kinney hoy es obvia. Mientras que algunas cantantes se alejan de ser etiquetadas como 'feministas', Sleater-Kinney existe parcialmente para redirigir percepción de la palabra por el resto de la sociedad".
En enero de 2017, la banda lanzó su primer álbum en vivo, Live in Paris, grabado en La Cigale el 20 de marzo de 2015. Para enero de 2018, se dijo que la banda estaba trabajando en su seguimiento de No Cities to Love, aunque Brownstein afirmó que "van a hacer esto muy lentamente". En enero de 2019, la banda anunció que ese año se esperaba un nuevo álbum, producido por la artista St. Vincent (Annie Clark). En mayo de 2019, Sleater-Kinney lanzó una nueva canción "Hurry on Home" junto con un video. Esto sirvió como el sencillo principal de The Center Won't Hold, lanzado en agosto de 2019.
El 1 de julio de 2019, Janet Weiss anunció en su cuenta de Twitter que dejaría la banda, diciendo que era "hora de que yo siguiera adelante". La banda realizó su primer concierto sin Weiss en el Hopscotch Music Festival el 5 de septiembre, con la nueva baterista Angie Boylan.
En mayo de 2021, la banda anunció un nuevo álbum, Path of Wellness, que se lanzó el 11 de junio. El primer sencillo, "Worry With You", fue lanzado el 11 de mayo de 2021.

## Estilo musical

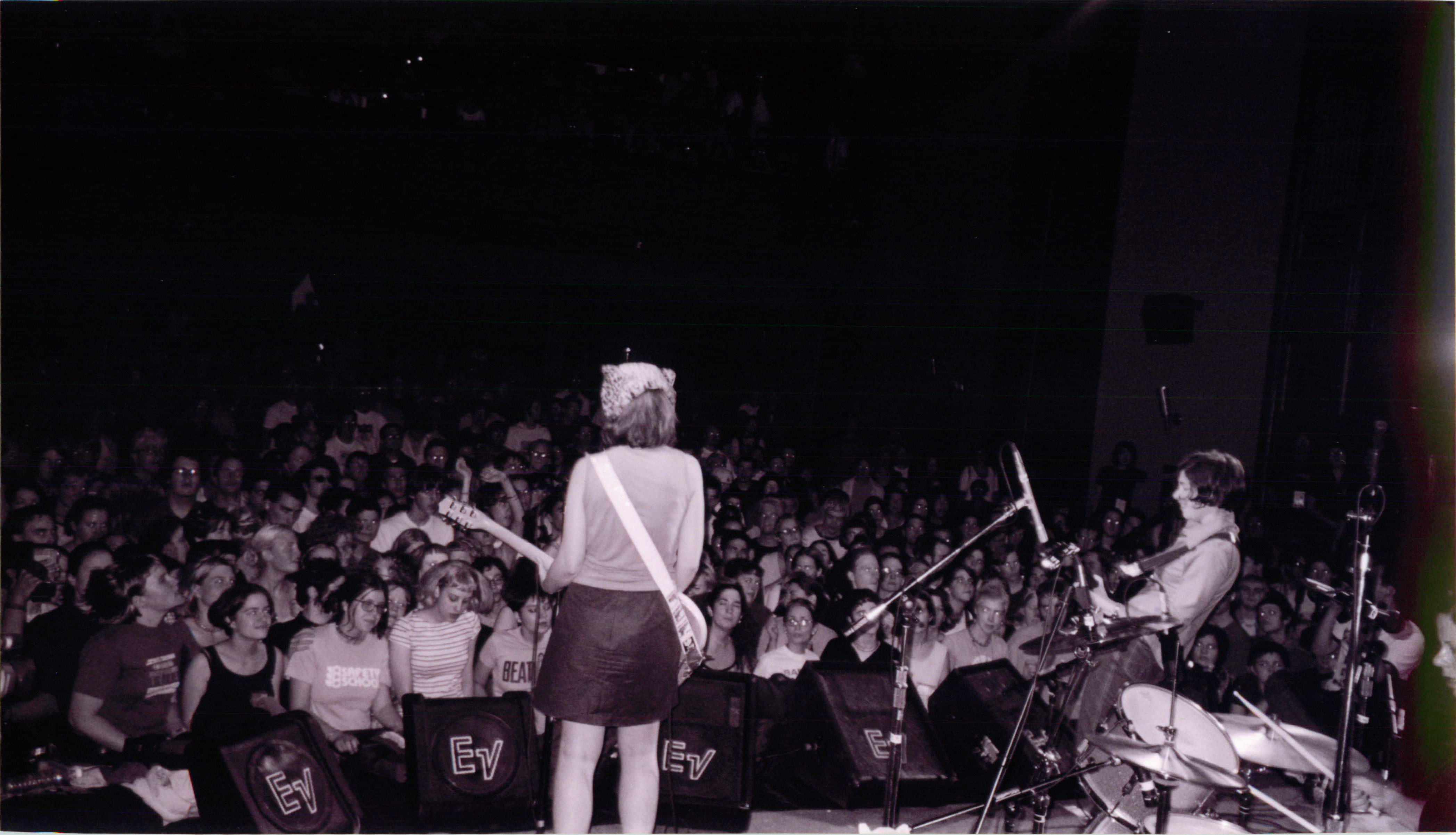
Sleater-Kinney en el festival Yoyo a Go Go en 1997

El estilo musical de Sleater-Kinney tenía sus raíces en Olympia, las escenas de indie rock y punk de Washington de principios y mediados de la década de 1990, que se formaron alrededor de los últimos años del movimiento riot grrrl. Tanto Tucker como Brownstein provenían de actos formados desde el comienzo del movimiento. Aunque las letras de la banda giraban en torno a una variedad de temas, se incluyeron en el movimiento riot grrrl debido a que apoyaban ideales feministas. Sobre el tema de la participación de la banda en movimientos políticos, Carrie Brownstein ha dicho: "Sleater-Kinney son lo suficientemente valientes y lo suficientemente fuertes como para marcar la diferencia y hacer correr la voz".
Su sonido incorpora música minimalista influenciada por el punk y los ideales de libre pensamiento del rock alternativo e indie de las décadas de 1980 y 1990. Experimentaron con esta base trayendo diferentes instrumentos y arreglos. Se ha comparado a Sleater-Kinney con cantantes femeninas como Siouxsie Sioux de Siouxsie and the Banshees, Patti Smith y Poly Styrene de X-Ray Spex. También han nombrado influencias como Bikini Kill, Mecca Normal, Bratmobile, Throwing Muses y Sonic Youth. La voz de Corin Tucker y las letras de la banda alternan entre temas personales y políticos, haciendo críticas en contra de la guerra, el tradicionalismo, los roles de género y el consumismo desde perspectivas feministas y progresistas. Sleater-Kinney contribuyó con la canción de protesta "Off With Your Head" a la compilación Rock Against Bush del líder de NOFX, Fat Mike. En 2017, Sleater-Kinney contribuyó con el sencillo "Here We Come" que forma parte de una compilación de discos de 7 pulgadas y descargas digitales cuyas ganancias se destinaron a la organización Planned Parenthood.
En un documental sobre riot grrrl, Tucker reveló que su estilo vocal siempre ha sido intencionalmente rudo para adaptarse al mensaje de la banda y exigir la atención del oyente. Su voz ha sido descrita por la crítica de AllMusic Heather Phares como "ámalos u ódialos". Al comienzo de su carrera, Tucker solía interpretar la voz principal, aunque a medida que la banda progresaba Brownstein comenzó a aparecer más como vocalista. Tanto Brownstein como Tucker tocan la guitarra, con Brownstein usualmente interpretando la guitarra líder y Tucker la rítmica. Aunque Sleater-Kinney no tiene bajista, tanto Tucker como Brownstein afinan sus guitarras un tono y medio hacia abajo, y el estilo de Tucker le ha permitido desempeñar el mismo papel que un bajo.

## Colaboraciones
En 1998, la banda grabó "Big Big Lights", el primer sencillo (con Cypher in the Snow) de la serie de grabaciones sobre la defensa personal de las mujeres titulada Free to Fight, y publicado por Candy Ass Records. En 2000, las tres miembros de Sleater-Kinney ayudaron a Robert Forster y Grant McLennan de la banda The Go-Betweens a grabar el álbum The Friends of Rachel Worth.
En 2003, la grabaron la canción "Angry Inch" con Fred Schneider de The B-52's para el álbum tributo benéfico Hedwig and Angry Inch Wig in a Box. Las ganancias del álbum se destinaron a Harvey Milk School, una escuela concebida (pero no limitada) para jóvenes LGBT.
Tucker apareció en el álbum en solitario de Eddie Vedder Into the Wild, donde interpretó la voz en la canción "Hard Sun" junto con Vedder. En 2008, Tucker colaboró de nuevo con Vedder en una versión de The Golden State de John Doe en el EP Golden State de Doe. El 29 de noviembre de 2013, las miembros de Sleater-Kinney se unieron a Pearl Jam, junto con Scott McCaughey y Peter Buck de R.E.M., durante un concierto en Portland para una versión de "Rocking in the Free World" de Neil Young.
En 2015, Sleater-Kinney colaboró con los creadores de la comedia animada Bob's Burgers para crear un video para la canción "A New Wave", de su álbum No Cities to Love.

## Miembros
- Corin Tucker – (voz, guitarra) (1994–2006; 2014–presente). Antes de Sleater-Kinney, tocó en el grupo Heavens to Betsy.
- Carrie Brownstein – (voz, guitarra) (1994–2006; 2014–presente). Antes de Sleater-Kinney, tocó en la banda Excuse 17.
- Lora MacFarlane – (batería) (1995–1996)
- Janet Weiss – (batería) (1996–2006; 2014–2019)
- Misty Farrell – (batería, percusión) (1994)
- Toni Gogin – (batería) (1996)

## Discografía

### Álbumes de estudio
- Sleater-Kinney (1995)
- Call the Doctor (1996)
- Dig Me Out (1997)
- The Hot Rock (1999)
- All Hands on the Bad One (2000)
- One Beat (2002)
- The Woods (2005)
- No Cities to Love (2015)
- The Center Won't Hold (2019)
- Path of Wellness (2021)
- Little Rope (2024)

### Álbumes en vivo
- Live in Paris (2017)

### Sencillos
- "You Ain't It!"
- "Big Big Lights"
- "One More Hour"
- "Little Babies"
- "Get Up"
- "A Quarter to Three"
- "You're No Rock n' Roll Fun"
- "Entertain"
- "Jumpers"
- "Bury Our Friends"
- "Hurry On Home"
- "Can I Go On"
- "Animal"
- "Worry with You"
- "High in the Grass"
- "Method"

## En la cultura popular
El nombre de la banda aparece en la letra de la canción de Le Tigre "Hot Topic". Los artículos de Sleater-Kinney aparecen en películas y programas de televisión, incluidos Six Feet Under, Lady Bird, Los corazones laten fuerte, Moxie y Shrill.